# Parti chrétien-démocrate lituanien
Le Parti chrétien-démocrate lituanien (en lituanien : Lietuvos krikščionių demokratų partija, LKDP) est un ancien parti politique chrétien-démocrate lituanien fondé en 1917. Il fusionne en 2001 avec l'Union des démocrates-chrétiens (KDS) pour former les Chrétiens-démocrates lituaniens (LKD).